# 鲁埃达德哈隆
鲁埃达德哈隆，是西班牙阿拉贡自治区萨拉戈萨省的一个市镇。 总面积107平方公里，总人口359人（2001年），人口密度3人/平方公里。